# Coelogyne sanderiana
Coelogyne sanderiana é uma espécie de orquídea epífita, família Orchidaceae, originária de Borneu e Sumatra.